# Сергей Андреев
Сергей Андреев (на руски: Сергей Андреев) е съветски и руски футболист и треньор. Майстор на спорта от международна класа (1980).

## Кариера

### Национален отбор
Андреев има 26 мача и вкарва 8 гола за националния отбор на СССР. Участва на Световното първенство през 1982 г. Той също така печели бронзов медал във футбола на летните олимпийски игри през 1980 г., като отбелязва хеттрик срещу Куба.

## Отличия

### Отборни
СКА Ростов
- Купа на СССР по футбол: 1981

### Треньор
Вардар Скопие
- Първа македонска футболна лига: 2014/15